# Michael Breitbach
Michael Breitbach (* 1947 in Frankfurt am Main) ist ein Jurist und ehemaliger deutscher Basketballspieler. Er gewann 1975 mit der Mannschaft des Gießener Männerturnvereins (MTV 1846) die deutsche Meisterschaft.

## Leben
Nach seinem Abitur in Frankfurt studierte Michael Breitbach von 1966 bis 1971 an den Universitäten Frankfurt und Heidelberg Rechtswissenschaft. Die Erste Juristische Staatsprüfung legte er in Frankfurt/Main 1971 ab und war danach am Fachbereich Rechtswissenschaft der Justus-Liebig-Universität Gießen (JLU) tätig. Nach der Zweiten Juristischen Staatsprüfung 1975 war er ebendort bis 1980 als Wissenschaftlicher Mitarbeiter tätig.
Von 1981 bis 1982 arbeitete er als Rechtsanwalt, danach unterrichtete er bis 1989 als Fachhochschullehrer an der Verwaltungsfachhochschule Wiesbaden. 1989 wechselte er als Referent in die Verwaltung der JLU, 1992 wurde er zum Leiter der Zentral- und Rechtsabteilung bestellt. Im Dezember 1992 übernahm er einen Teil der Aufgaben des Kanzlers in kommissarischer Vertretung. Von 1995 bis zum Eintritt in seinen Ruhestand 2014 war er Kanzler der Universität Gießen. Die Justus-Liebig-Universität Gießen ernannte Breitbach 2022 zum Ehrensenator.

## Sportliche Laufbahn
Breitbach spielte zunächst für GW Frankfurt in der 1. Basketball-Bundesliga, später unter dem Trainer Hannes Neumann beim USC Heidelberg, ehe er 1971 zum MTV 1846 Gießen stieß.
Im Spieljahr 1974/75 war er Kapitän der Mannschaft, die den vierten deutschen Meistertitel für den MTV gewann.

## Schriften (Auswahl)
Breitbach publiziert zu verschiedenen (hochschul-)juristischen und historischen Themen:
- Sozialliberalismus oder rechter Populismus?. Argument-Verlag, Berlin, 1980
- Die Bannmeile als Ort von Versammlungen. Nomos-Verl.-Ges., Baden-Baden, 1994
- Justin von Linde. Konservativer Modernisierer des Bildungs- und Universitätswesens ; "... für den großherzoglichen Dienst ein zu bedeutender Mann ...", in: Justus-Liebig-Universität Gießen. Panorama 400 Jahre Universität Giessen, Societäts-Verlag: Frankfurt 2007, S. 78–83.
- Gute Berufungen – vom Beruf der Universitäten. In: Qualitätssicherung und Qualitätsförderung in der Universität, wtv-Campus, Weimar, 2012
- mit Dieter Deiseroth: Geschichte des Versammlungsrechts. Der Kampf um die Versammlungsfreiheit zur politischen Teilhabe, Nomos, Baden-Baden 2023

## Engagement
Seit 2004 leitete Breitbach den Arbeitskreises „Leistungsorientierte Mittelverteilung und Zielvereinbarungen“ der deutschen Universitätskanzlerinnen und -kanzler. Er war im Vorstand des Informationsdienst Wissenschaft e.V. aktiv und ist seit 1991 Vorsitzender des Oberhessischen Geschichtsvereins.